# Cantonul Yutz
Cantonul Yutz este un canton din arondismentul Thionville, departamentul Moselle, regiunea Lorena, Franța.

## Comune
| Comune   | Populație (1999) | Cod poștal | Cod INSEE |
| -------- | ---------------- | ---------- | --------- |
| Illange  | 1.949            | 57970      | 57343     |
| Manom    | 2.618            | 57100      | 57441     |
| Terville | 6.493            | 57180      | 57666     |
| Yutz     | 15.885           | 57970      | 57757     |